# Manassés de Judá
Manassés (em hebraico:  מְנַשֶּׁה Mənaššeh; em acádio:  Menašši (escrito: me-na-si-i); em grego:  Μανασσῆς; em latim: Manasses), filho de Ezequias e de Hefzibá, foi o 14º rei de Judá, governando de 697 (aprox.) a 642 a.C. A principal fonte de informação sobre ele são as escrituras sagradas, estando a sua história registrada nos livros de II Reis 21:1-18 e II Crônicas 33:1-20.

## Biografia
Segundo a Bíblia, Manassés iniciou seu reinado aos 12 anos e, por 55 anos, governou em Jerusalém.
Os textos bíblicos informam que Manassés não exerceu a devida liderança religiosa que desempenhou seu pai. Promoveu a idolatria a Baal, reconstruindo os altares destruídos por seu pai. Promoveu práticas de magia e adivinhação e introduziu até mesmo nos pátios do templo ritos e altares indevidos. Um dos extremos dessa chamada idolatria  foi o sacrifício humano, tendo incluído os seus próprios filhos.
Fez ele também passar os seus filhos pelo fogo no vale do Filho de Hinom, e usou de adivinhações, e de agouros, e de feitiçarias, e consultou adivinhos e encantadores, e fez muitíssimo mal aos olhos de JEOVÁ, para o provocar à ira. (II Crônicas 33:6)
Segundo livro apócrifo ( Vida dos Profetas, escrito por um anônimo judeu da Palestina ) comenta que Manassés não ouviu os profetas, e a tradição judaica menciona que ordenou a morte de Isaías, serrando-o em pedaços.

## Manassés na política
A Assíria era a potência dominante naquela época e algumas décadas antes havia devastado o reino de Israel, bem como invadido Judá, quando o seu pai ainda governava, mas não obteve sucesso em invadir Jerusalém.
Os reis assírios Assurbanípal e Assaradão listavam Manassés como rei tributário, e inclusive, a mesma Assíria levara Manassés cativo, por certo tempo.
De acordo com o livro de II Crônicas, a prisão de Manassés teria se dado por uma repreensão divina pelo fato do povo não ter dado ouvidos para se arrependerem de seus pecados:
E falou JEOVÁ a Manassés e ao seu povo, porém não deram ouvidos. Pelo que JEOVÁ trouxe sobre eles os príncipes do exército do rei da Assíria, os quais prenderam Manassés entre os espinhais, e o amarraram com cadeias, e o levaram à Babilônia. (II Cr 33:10-11)

## Redenção
Após ser preso pelos assírios, ainda no cativeiro, Manassés arrependeu-se amargamente de seu proceder, fez uma sincera oração a Deus e resolveu mudar de atitude.
E ele angustiado, orou deveras a JEOVÁ seu Deus, e humilhou-se muito perante o Deus de seus pais, e lhe fez oração e Deus se aplacou para com ele e ouviu a sua súplica, e o tornou a trazer a Jerusalém, ao seu reino; então reconheceu Manassés que JEOVÁ é Deus. (II Cr 33:12-13)
Foi então liberto por Deus, voltou a Jerusalém e removeu os altares de idolatria que havia construído. Passou a incentivar as mitzvot e a oferecer os devidos sacrifícios, retirando do templo os objetos de profanação.
Manassés ainda construiu uma muralha externa para defender sua cidade.

## Reconstrução de Judá
Após a desastrosa revolta de Ezequias contra a Assíria, Manassés herdou de seu pai um reino devastado, reduzido territorialmente e gravado com um pesado tributo a ser mandado, anualmente, para Nínive. Recuperar o reino desse desastre, exigiu longos anos de esforço concentrado, conduzido pelo rei e seus assessores.
A primeira providência de Manassés consistiu em garantir que Judá pudesse trabalhar em paz. Para isso, ele cultivou a benevolência da Assíria, mostrando-se um vassalo fiel e prestativo. Um documento da época de Assaradão, sucessor de Senaqueribe no trono assírio, menciona Manassés fornecendo abundante material de construção para um projeto real em Nínive. O rei seguinte, Assurbanípal, lista o judeu entre os soberanos que lhe enviaram presentes e o ajudaram a conquistar o Egito. O sucesso dessa política pode ser atestado no fato de Manassés ter conseguido reduzir o valor do tributo imposto ao seu reino. Um texto do século VII a.C. mostra que esse tributo tornou-se menor do que o cobrado de Amon e Moab, reinos vizinhos de Judá. Quanto ao relato (2Crônicas 33,11) sobre a prisão de Manassés pelos assírios na Babilônia, sua credibilidade histórica é bastante discutível. 
Perdida a fértil região de Sefelá, restou a Manassés intensificar a produção agrícola nas terras ao sul de Jerusalém, valendo-se do crescimento populacional dessa área, para onde se dirigiram os que escaparam da investida assíria. Com investimentos públicos e o esforço concentrado da população, essas terras, originalmente áridas, passaram a suprir cerca de 1/4 das necessidades de grãos do reino.
Mas o principal êxito de Manassés, em seu projeto de reconstrução de Judá, consistiu em integrar seu reino à economia internacional da Assíria, sobretudo ao comércio de produtos exóticos que fluía da Arábia. Algumas das importantes rotas de caravanas atravessavam territórios ainda controlados pelo reino judaico, circunstância que Manassés soube explorar em seu favor. Escavações arqueológicas descobriram dois grandes fortes construídos nessa época, no interior do deserto, para proteger os mercadores. Além disso, inscrições encontradas em diversos sítios em Judá evidenciam suas conexões comerciais com a Arábia. È também possível que o casamento de Manassés com Mesulemete (de provável procedência árabe) tenha resultado dos interesses econômicos do rei judaico.
No texto bíblico, Manassés é execrado como o monarca mais pecaminoso do Reino de Judá (2Reis 21,3-7), por ter reintroduzido a idolatria, permitindo a reconstrução de altares destruídos por seu pai. Ele chega a ser responsabilizado pela futura destruição de Jerusalém pelos babilônios, fato que somente ocorreria no século seguinte. Provavelmente, para obter a cooperação dos anciãos das aldeias e dos clãs, ao seu projeto de reconstrução econômica do reino, o monarca permitiu a retomada dos cultos populares a Baal, aos postes sagrados (Asherat) e aos astros do céu. Essas práticas religiosas, executadas em altares ao ar livre, sempre existiram nas áreas rurais do país, independente do culto oficial a YHWH, centrado no Templo de Jerusalém. 
O Reino de Judá jamais se recuperou plenamente do desastre causado pela expedição punitiva de Senaqueribe. Mas quando Menassés morreu, o país havia restaurado parte de seu vigor econômico, apresentando uma situação bem mais confortável do que o cenário de desolação deixado por Ezequias.